# Grand Prix automobile d'Argentine 1955
GP précédent GP suivant
Le Grand Prix d'Argentine 1955 (III° Gran Premio de la Republica Argentina), disputé sur le circuit Oscar Alfredo Galvez le 16 janvier 1955, est la quarante-deuxième épreuve du championnat du monde de Formule 1 courue depuis 1950 et la première manche du championnat 1955.

## Contexte avant le Grand Prix

### Le championnat du monde
1955 est la seconde année de la formule 1 2,5 litres (moteur 2500 cm3 atmosphérique ou 750 cm3 suralimenté, carburant libre). La saison précédente a été dominée par Juan Manuel Fangio, victorieux à six reprises en huit participations, champion du monde pour la seconde fois. Le pilote argentin est le fer de lance de l'équipe Mercedes-Benz, qui a effectué en 1954 un retour triomphal en grand prix avec une monoplace à la pointe de la technologie, logiquement favorite pour la saison à venir. Une fois ses problèmes de fiabilité résolus, la toute nouvelle Lancia pourrait quant à elle se montrer une concurrente redoutable aux mains d'Alberto Ascari. Plus traditionnelles, les Ferrari et Maserati s'avèrent un peu moins rapides mais peuvent néanmoins être à la pointe du combat sur les circuits sinueux. Pour Amédée Gordini, la situation est beaucoup plus critique, le constructeur français étant à court de moyens financiers et ayant perdu son pilote de pointe, Jean Behra, parti chez Maserati. Parmi les trois constructeurs britanniques impliqués en F1, seule l'équipe Vanwall est prête mais a jugé trop onéreux le déplacement en Argentine. Quant à Connaught et BRM, leurs monoplaces en sont encore au stade du développement.

### Le circuit

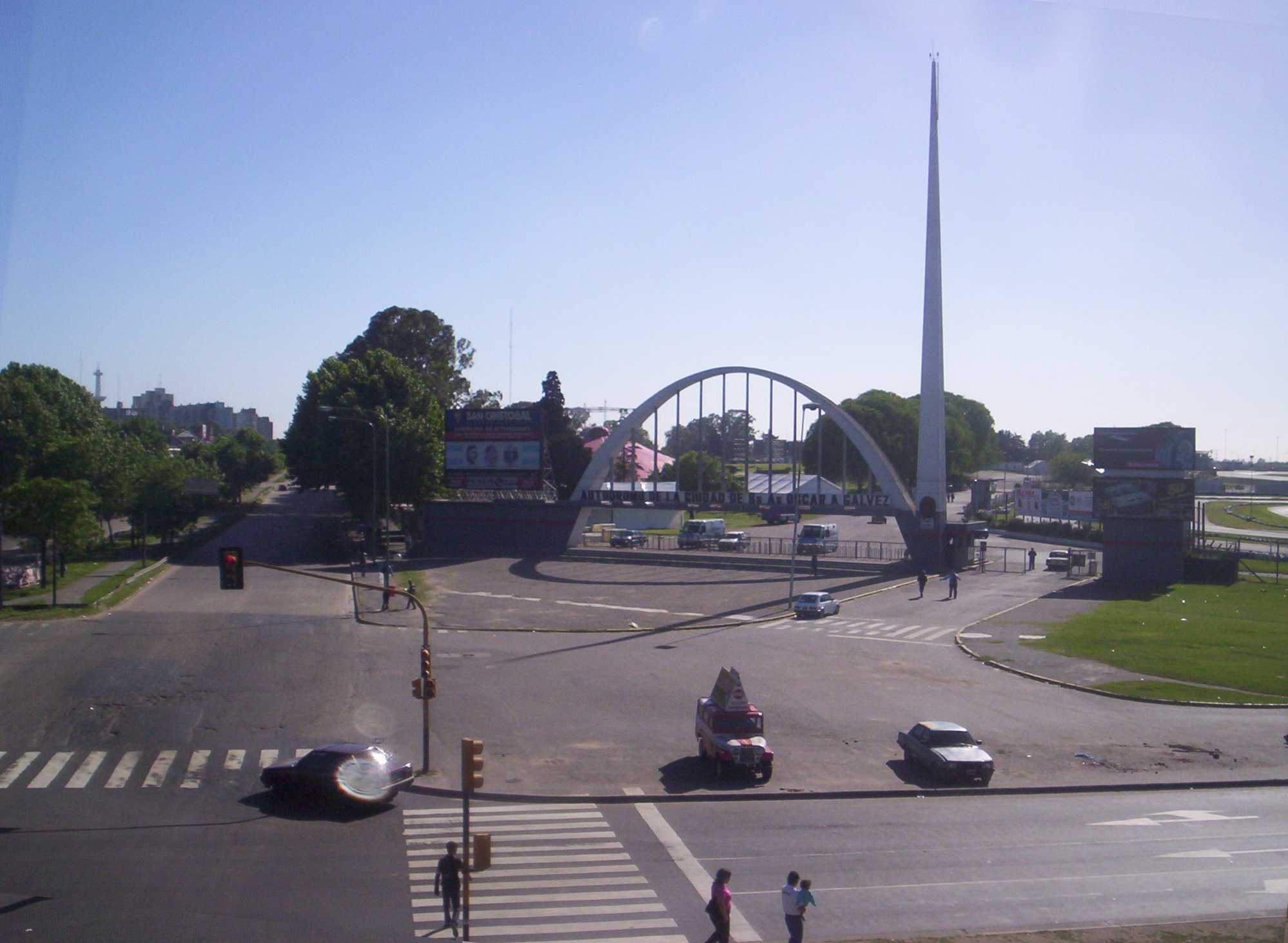
L'entrée du très moderne autodrome du 17 octobre, inauguré en 1952.

Pour la troisième année consécutive, le très moderne Autodrome du 17 octobre (construit dans les faubourgs de Buenos Aires) accueille la manche inaugurale du championnat du monde. Ce circuit permet six configurations différentes, le tracé numéro 2, développant 3912 mètres, étant une nouvelle fois retenu pour le Grand Prix. Ne comportant pas de longue ligne droite, il favorise les monoplaces maniables et dotées d'une bonne motricité. En 1954, sous la pluie, Juan Manuel Fangio avait donné à la Maserati 250F sa première victoire.

## Monoplaces en lice
- Mercedes-Benz W196 "Usine"

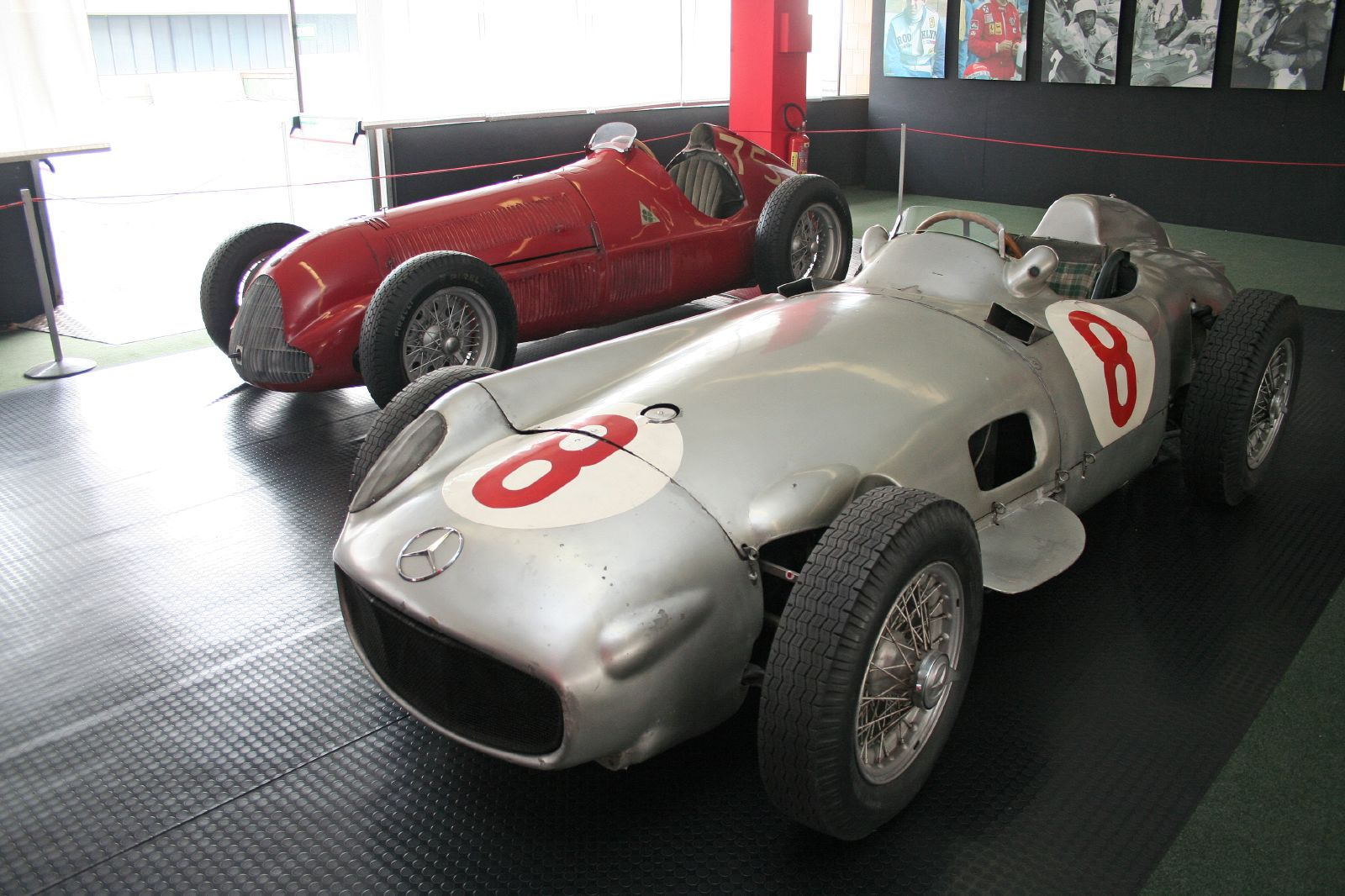
La Mercedes W196 dans sa version à carrosserie ouverte.

L'équipe Mercedes a engagé quatre W196 à carrosserie ouverte (un modèle caréné existe également pour les circuits rapides). Juan Manuel Fangio, Karl Kling, Stirling Moss et Hans Herrmann pilotent des versions à empattement réduit (2210 mm au lieu de 2350 mm), plus adaptées aux circuits sinueux. La W196 dispose d'un moteur à huit cylindres en ligne, alimenté par injection directe, développant environ 280 chevaux à 8300 tr/min en ce début de saison. La boîte de vitesses ZF est à cinq rapports et le freinage est assuré par d'imposants tambours montés "inboard". Le poids à sec est inférieur à 700 kg, auxquels il faut rajouter environ 50 kg de lubrifiant et de liquide de refroidissement, soit un peu moins de 750 kg en ordre de marche mais sans carburant.
- Ferrari 625 "Usine"

La Scuderia Ferrari a amené trois anciennes monoplaces de type 625 (dérivées de la 500 F2, jugées plus faciles à conduire par les pilotes sur circuit sinueux). Pesant environ 630 kg, elles sont équipées d'un moteur quatre cylindres développant environ 250 chevaux à 7500 tr/min. Accidenté au cours de l'automne 1954, José Froilán González effectue son retour en course, tout comme Giuseppe Farina, accidenté à Monza en juin dernier. Maurice Trintignant dispose de la troisième voiture, Umberto Maglioli étant également présent comme pilote de réserve.
- Maserati 250F "Usine"

Maserati est le constructeur le plus représenté, l'usine ayant engagé sept 250F, une monoplace ayant fait ses débuts ici-même un an auparavant. La 250F est équipée d'un moteur six cylindres en ligne développant environ 250 chevaux à 7200 tr/min, la voiture pesant 630 kg. Jean Behra est le nouveau premier pilote de l'équipe, il remplace Stirling Moss, passé chez Mercedes. Les autres voitures sont confiées à Harry Schell, Sergio Mantovani, Luigi Musso et à trois pilotes locaux : Roberto Mieres, Carlos Menditeguy et Clemar Bucci. Une huitième Maserati a été engagée à titre privé par le pilote uruguayen Alberto Uria ; il s'agit d'un ancien modèle A6SSG.
- Lancia D50 "Usine"

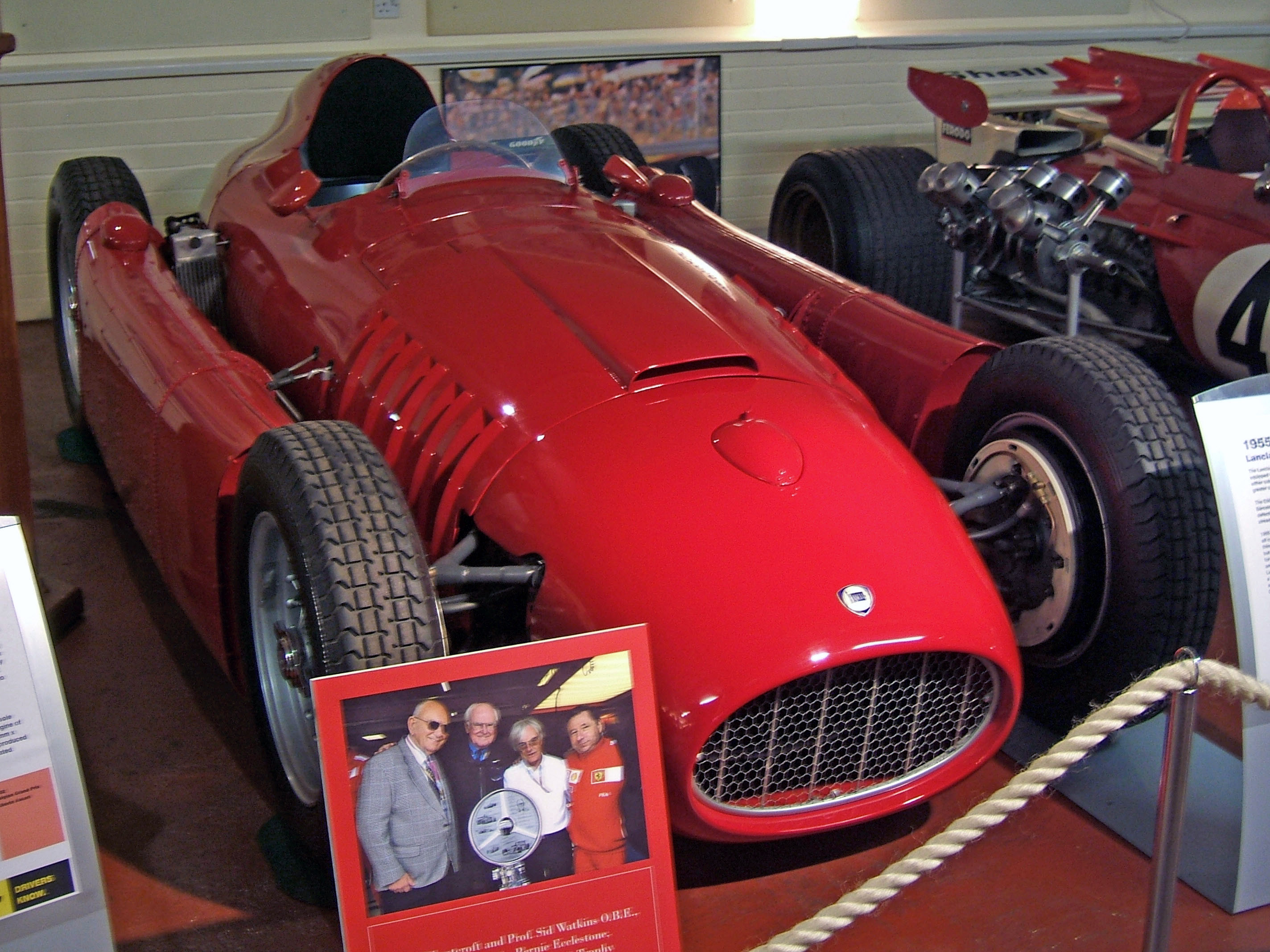
La Lancia D50, caractérisée par ses réservoirs latéraux entre les roues.

Nouvelle venue en Grand Prix, la Scuderia Lancia a conçu une monoplace compacte et originale : la D50 est équipée d'un moteur V8 développant environ 260 chevaux à 8200 tr/min. Avec la Gordini, c'est la monoplace la plus légère du plateau (moins de 600 kg), elle se montre nerveuse et rapide. Elle s'est avérée très performante lors de ses débuts au Grand Prix d'Espagne, la fiabilité et la tenue de route restant toutefois à améliorer. La principale particularité de ce modèle est le positionnement de réservoirs latéraux entre les roues, optimisant le centrage des masses mais conférant à la voiture des modifications de comportement en fonction de la charge en carburant. L'usine a engagé trois voitures pour Alberto Ascari, Luigi Villoresi et Eugenio Castellotti, qui débute en F1.
- Gordini T16 « Usine »

À la suite du départ de Behra, Élie Bayol est désormais le premier pilote de la modeste équipe Gordini, qui a engagé trois modèles T16, des monoplaces assez légères (moins de 600 kg) conçues trois ans plus tôt. Le moteur est un six cylindres en ligne, d'une puissance théorique de 230 chevaux, mais les derniers essais au banc indiquent seulement 210 chevaux, la mécanique n'étant plus de toute première fraîcheur. Pour les épreuves sud-américaines, Bayol est épaulé par les pilotes argentins Pablo Birger et Jesús Iglesias.

## Coureurs inscrits
| no | Pilote                | Écurie                    | Constructeur  | Modèle             | Moteur           | Pneumatiques |
| -- | --------------------- | ------------------------- | ------------- | ------------------ | ---------------- | ------------ |
| 2  | Juan Manuel Fangio    | Daimler Benz AG           | Mercedes-Benz | Mercedes-Benz W196 | Mercedes-Benz L8 | C            |
| 4  | Karl Kling            | Daimler Benz AG           | Mercedes-Benz | Mercedes-Benz W196 | Mercedes-Benz L8 | C            |
| 6  | Stirling Moss         | Daimler Benz AG           | Mercedes-Benz | Mercedes-Benz W196 | Mercedes-Benz L8 | C            |
| 8  | Hans Herrmann         | Daimler Benz AG           | Mercedes-Benz | Mercedes-Benz W196 | Mercedes-Benz L8 | C            |
| 10 | Giuseppe Farina       | Scuderia Ferrari          | Ferrari       | Ferrari 625        | Ferrari L4       | E            |
| 12 | José Froilán González | Scuderia Ferrari          | Ferrari       | Ferrari 625        | Ferrari L4       | E            |
| 14 | Maurice Trintignant   | Scuderia Ferrari          | Ferrari       | Ferrari 625        | Ferrari L4       | E            |
| 16 | Jean Behra            | Officine Alfieri Maserati | Maserati      | Maserati 250F      | Maserati L6      | P            |
| 18 | Roberto Mieres        | Officine Alfieri Maserati | Maserati      | Maserati 250F      | Maserati L6      | P            |
| 20 | Sergio Mantovani      | Officine Alfieri Maserati | Maserati      | Maserati 250F      | Maserati L6      | P            |
| 22 | Luigi Musso           | Officine Alfieri Maserati | Maserati      | Maserati 250F      | Maserati L6      | P            |
| 24 | Carlos Menditeguy     | Officine Alfieri Maserati | Maserati      | Maserati 250F      | Maserati L6      | P            |
| 26 | Clemar Bucci          | Officine Alfieri Maserati | Maserati      | Maserati 250F      | Maserati L6      | P            |
| 28 | Harry Schell          | Officine Alfieri Maserati | Maserati      | Maserati 250F      | Maserati L6      | P            |
| 30 | Alberto Uria          | Privé                     | Maserati      | Maserati A6SSG     | Maserati L6      | P            |
| 32 | Alberto Ascari        | Scuderia Lancia           | Lancia        | Lancia D50         | Lancia V8        | P            |
| 34 | Luigi Villoresi       | Scuderia Lancia           | Lancia        | Lancia D50         | Lancia V8        | P            |
| 36 | Eugenio Castellotti   | Scuderia Lancia           | Lancia        | Lancia D50         | Lancia V8        | P            |
| 38 | Élie Bayol            | Équipe Gordini            | Gordini       | Gordini T16        | Gordini L6       | E            |
| 40 | Pablo Birger          | Équipe Gordini            | Gordini       | Gordini T16        | Gordini L6       | E            |
| 42 | Jesús Iglesias        | Équipe Gordini            | Gordini       | Gordini T16        | Gordini L6       | E            |

## Qualifications
Les séances qualificatives se déroulent les jeudi, vendredi et samedi précédant le grand prix, les équipes ayant pris possession du circuit dès le début de semaine. Les conditions de travail des mécaniciens sont rendues très difficiles à cause de la chaleur anormalement élevée qui règne à Buenos Aires en ce début d'été. Les Mercedes-Benz ont la faveur des pronostics, mais dès les premiers entraînements les imposantes monoplaces allemandes s'avèrent moins à l'aise que les Lancia et Ferrari, plus agiles sur ce circuit particulièrement sinueux. Bien qu'incomplètement rétabli de son accident du Tourist Trophy, c'est l'Argentin José Froilán González qui sur sa Ferrari se montre le plus rapide au terme des trois journées d'essais, devançant d'une demi-seconde la Lancia d'Alberto Ascari et la Mercedes de Juan Manuel Fangio. Pour sa première sortie sur Maserati, le pilote français Jean Behra réalise le quatrième temps, complétant la première ligne de la grille de départ qui sera constituée de quatre monoplaces de marques différentes.

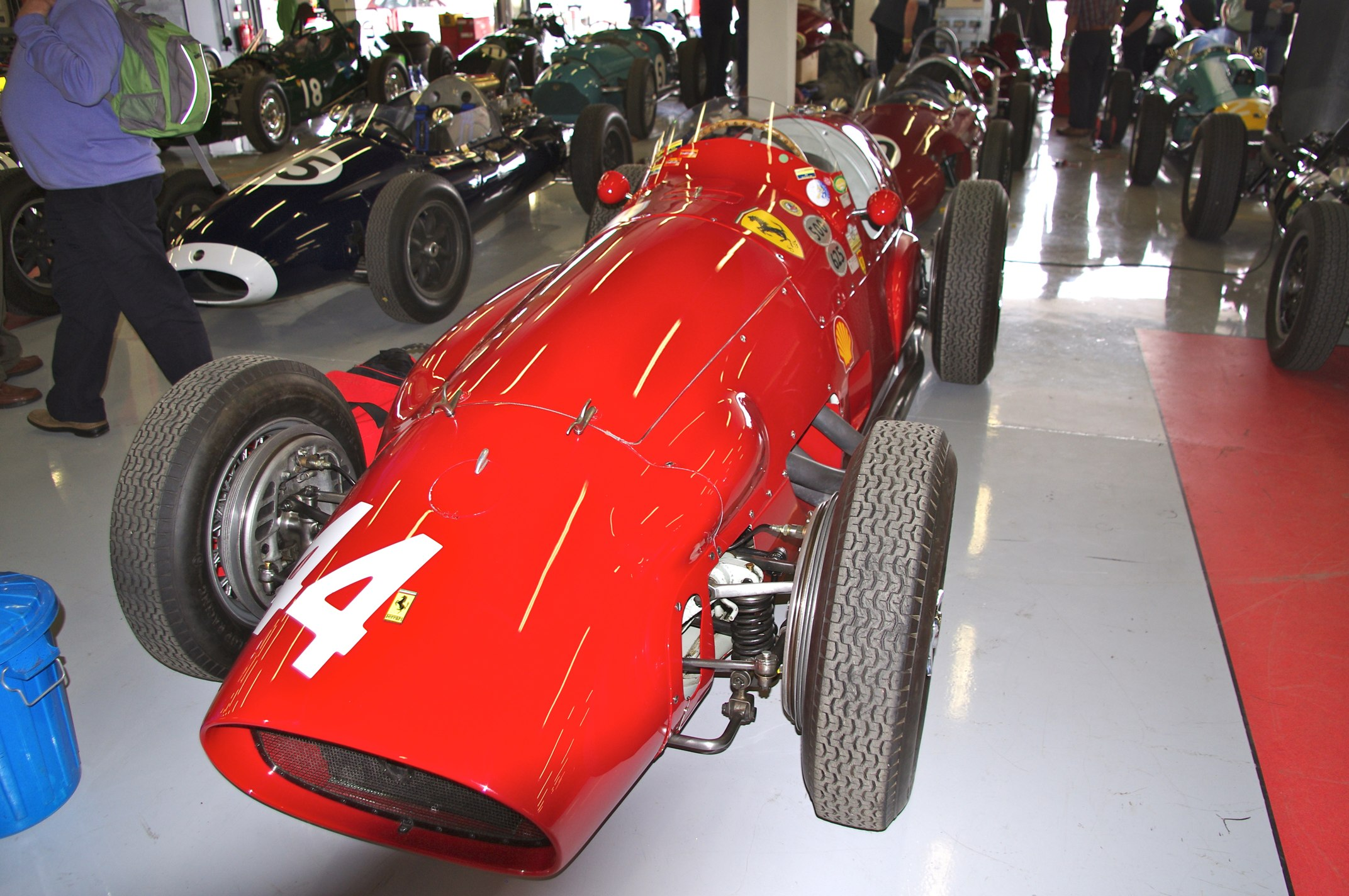
La Ferrari 625 s'est révélée la plus rapide aux essais aux mains de José Froilán González.

| Pos. | no | Pilote                | Écurie        | Temps        | Écart   |
| ---- | -- | --------------------- | ------------- | ------------ | ------- |
| 1    | 12 | José Froilán González | Ferrari       | 1 min 43 s 1 |         |
| 2    | 32 | Alberto Ascari        | Lancia        | 1 min 43 s 6 | + 0 s 5 |
| 3    | 2  | Juan Manuel Fangio    | Mercedes-Benz | 1 min 43 s 6 | + 0 s 5 |
| 4    | 16 | Jean Behra            | Maserati      | 1 min 43 s 8 | + 0 s 7 |
| 5    | 10 | Giuseppe Farina       | Ferrari       | 1 min 43 s 8 | + 0 s 7 |
| 6    | 4  | Karl Kling            | Mercedes-Benz | 1 min 44 s 1 | + 1 s 0 |
| 7    | 28 | Harry Schell          | Maserati      | 1 min 44 s 3 | + 1 s 2 |
| 8    | 6  | Stirling Moss         | Mercedes-Benz | 1 min 44 s 4 | + 1 s 3 |
| 9    | 40 | Pablo Birger          | Gordini       | 1 min 44 s 8 | + 1 s 7 |
| 10   | 8  | Hans Herrmann         | Mercedes-Benz | 1 min 44 s 8 | + 1 s 7 |
| 11   | 34 | Luigi Villoresi       | Lancia        | 1 min 45 s 2 | + 2 s 1 |
| 12   | 36 | Eugenio Castellotti   | Lancia        | 1 min 45 s 3 | + 2 s 2 |
| 13   | 24 | Carlos Menditeguy     | Maserati      | 1 min 45 s 4 | + 2 s 3 |
| 14   | 14 | Maurice Trintignant   | Ferrari       | 1 min 45 s 8 | + 2 s 7 |
| 15   | 38 | Élie Bayol            | Gordini       | 1 min 46 s 1 | + 3 s 0 |
| 16   | 18 | Roberto Mieres        | Maserati      | 1 min 46 s 3 | + 3 s 2 |
| 17   | 42 | Jesús Iglesias        | Gordini       | 1 min 46 s 4 | + 3 s 3 |
| 18   | 22 | Luigi Musso           | Maserati      | 1 min 46 s 5 | + 3 s 4 |
| 19   | 20 | Sergio Mantovani      | Maserati      | 1 min 47 s 6 | + 4 s 5 |
| 20   | 26 | Clemar Bucci          | Maserati      | 1 min 48 s 8 | + 5 s 7 |
| 21   | 30 | Alberto Uria          | Maserati      | 1 min 51 s 2 | + 8 s 1 |

## Grille de départ du Grand Prix
| 1re ligne | Pos. 4                        |                                  | Pos. 3                              |                                  | Pos. 2                       |                                 | Pos. 1                          |
|           | Behra Maserati 1 min 43 s 8   |                                  | Fangio Mercedes-Benz 1 min 43 s 6   |                                  | Ascari Lancia 1 min 43 s 6   |                                 | González Ferrari 1 min 43 s 1   |
| 2e ligne  |                               | Pos. 7                           |                                     | Pos. 6                           |                              | Pos. 5                          |                                 |
|           |                               | Schell Maserati 1 min 44 s 3     |                                     | Kling Mercedes-Benz 1 min 44 s 1 |                              | Farina Ferrari 1 min 43 s 8     |                                 |
| 3e ligne  | Pos. 11                       |                                  | Pos. 10                             |                                  | Pos. 9                       |                                 | Pos. 8                          |
|           | Villoresi Lancia 1 min 45 s 2 |                                  | Herrmann Mercedes-Benz 1 min 44 s 8 |                                  | Birger Gordini 1 min 44 s 8  |                                 | Moss Mercedes-Benz 1 min 44 s 4 |
| 4e ligne  |                               | Pos. 14                          |                                     | Pos. 13                          |                              | Pos. 12                         |                                 |
|           |                               | Trintignant Ferrari 1 min 45 s 8 |                                     | Menditeguy Maserati 1 min 45 s 4 |                              | Castellotti Lancia 1 min 45 s 3 |                                 |
| 5e ligne  | Pos. 18                       |                                  | Pos. 17                             |                                  | Pos. 16                      |                                 | Pos. 15                         |
|           | Musso Maserati 1 min 46 s 5   |                                  | Iglesias Gordini 1 min 46 s 4       |                                  | Mieres Maserati 1 min 46 s 3 |                                 | Bayol Gordini 1 min 46 s 1      |
| 6e ligne  |                               | Pos. 21                          |                                     | Pos. 20                          |                              | Pos. 19                         |                                 |
|           |                               | Uria Maserati 1 min 51 s 2       |                                     | Bucci Maserati 1 min 48 s 8      |                              | Mantovani Maserati 1 min 47 s 6 |                                 |

## Déroulement de la course
Le départ de la course est donné le dimanche à 16 heures, devant environ trois cent mille spectateurs. La chaleur est étouffante, la température étant de 35° à l'ombre et proche de 55° sur la piste ! L'envol des monoplaces est spectaculaire et cinq monoplaces se présentent pratiquement ensemble au premier virage, Juan Manuel Fangio (Mercedes) ayant une infime avance sur la Lancia d'Alberto Ascari, les Ferrari de José Froilán González et Giuseppe Farina et la seconde Mercedes de Stirling Moss, auteur d'un très beau départ depuis la troisième ligne. À la sortie de cette longue courbe, Ascari a pris la tête devant González mais c'est Fangio qui, sous les acclamations de la foule, repasse le premier devant les tribunes, serré de près par Ascari, Moss et González. Au début du second tour, Jean Behra (Maserati) effectue un tête-à-queue dans le virage n°1. Si son coéquipier Harry Schell parvient à l'éviter de justesse en passant dans l'herbe, Karl Kling ne peut éviter la collision, endommageant sa Mercedes. Farina parvient à passer sans encombre à l'intérieur, mais Pablo Birger vient encastrer sa Gordini dans la voiture en perdition de Behra, avant de se faire percuter par la Maserati de Carlos Menditeguy ! Birger et Menditeguy laissent leurs voitures sur place, tandis que Kling et Behra parviennent à regagner leur stand pour y abandonner, tout comme Luigi Villoresi qui a endommagé une conduite d'essence de sa Lancia en sortant de la piste. Après quelques minutes de course, cinq monoplaces manquent déjà à l'appel. Au stand Maserati, on fera rentrer Sergio Mantovani pour qu'il cède sa voiture à Behra.
Au cours du troisième tour, Ascari reprend l'avantage sur Fangio, le champion argentin ayant délibérément choisi d'adopter un rythme modéré et d'éviter tout duel en début de course. Quelques minutes plus tard, González attaque également Fangio pour s'emparer de la seconde place, et bientôt de la première après avoir débordé Ascari. Toujours généreux dans l'effort, le "Taureau de la Pampa" régale le public par son style spectaculaire, mais ne parvient pas à creuser l'écart sur Ascari qui est toujours dans ses roues à la fin du dixième tour. Emmenant son coéquipier Moss dans son sillage, Fangio observe prudemment, estimant que les deux hommes de tête ne pourront soutenir longtemps cette allure dans la fournaise de l'autodrome argentin. Au onzième tour, Ascari force l'allure, déborde González et creuse facilement l'écart. Au vingtième passage, le champion italien compte quelques secondes d'avance sur la Ferrari de l'Argentin, tandis que Fangio et Moss se maintiennent aux troisième et quatrième places. La chaleur a fait sa première victime, Eugenio Castellotti ayant dû s'arrêter à la fin du seizième tour, victime d'une insolation. Sa Lancia repart aux mains de Villoresi, en dernière position.
La course va alors prendre une allure dramatique. Au vingt-et-unième tour, alors qu'il semble dominer la situation, Ascari perd soudain le contrôle de sa Lancia dans une courbe rapide et s'écrase contre une barrière. Indemne, il s'extrait rapidement de sa monoplace et rejoint son stand à pied. Au même moment, Farina (dont la jambe gauche, brûlée l'année précédente, est enveloppée d'amiante), s'arrête à son stand, également victime de la chaleur. Sa voiture est reprise par Umberto Maglioli, le pilote de réserve de la Scuderia Ferrari. González retrouve la tête de la course, devant Fangio et Moss, mais le corpulent Argentin va à son tour succomber à l'atmosphère étouffante qui règne à l'intérieur des cockpits : à la fin du vingt-cinquième tour, il rejoint son stand, complètement épuisé, et cède sa voiture à Farina, rafraîchi, que quelques minutes de répit semblent avoir rétabli et qui repart en sixième position. Behra, qui avait repris la voiture de Mantovani, s'arrête également pour se faire remplacer par Luigi Musso.
Les deux Mercedes de Fangio et Moss sont désormais en tête, séparées de douze secondes, avec une très confortable avance sur la Maserati de Harry Schell. Cependant, au trentième tour, Moss s'arrête sur le bas-côté de la piste, à cause d'un problème d'alimentation moteur : porté à trop haute température, le carburant s'évapore. Alors qu'il examine sa voiture, il est emmené de force par des ambulanciers qui croient le pilote britannique victime d'une insolation et qui vont faire quelques kilomètres sirène hurlante avant que Moss ne finisse par leur faire comprendre que son arrêt est uniquement le fait d'un problème mécanique et parvienne à se faire ramener sur le circuit ! Fangio compte alors une minute et demie d'avance sur les Maserati de Schell et de Roberto Mieres et semble ne connaître aucun souci. Il s'arrête toutefois au stand à la fin du trente-quatrième tour, son témoin d'alimentation s'étant allumé à cause de la formation de bulles de vapeur d'essence. Un ravitaillement en carburant est effectué, permettant d'abaisser la température dans le réservoir et de diminuer ainsi les risques d'évaporation. La pause, qui va durer trois minutes, permet également au champion du monde de souffler un peu, de s'abreuver et de s'asperger d'eau fraîche pour se prémunir contre l'insolation. Il repart en quatrième position derrière Schell, nouveau leader de la course, Mieres et Farina, ce dernier pilotant la voiture de González. Fangio compte alors 1 min 25 s de retard sur Schell. Il s'emploie alors à revenir sur les hommes de tête, sans trop forcer toutefois. Sa stratégie va s'avérer payante : c'est tout d'abord Farina qui s'arrête à la fin du trente-huitième tour, relayé par Maurice Trintignant, qui venait d'abandonner ; deux tours plus tard, Schell regagne son stand, complètement épuisé, et se fait remplacer par Behra. Mieres se retrouve en tête, pour quelques instants seulement car il s'arrête peu après à cause d'un problème d’alimentation moteur qui va nécessiter le remplacement de la pompe à essence, opération lui coûtant une dizaine de minutes. Moins de vingt minutes après son arrêt, Fangio a retrouvé la première place, loin devant la Maserati reprise par Behra. Il signe peu après le record du tour, à 130 km/h de moyenne, puis adopte un rythme régulier, gérant sa confortable avance sur les Maserati et Ferrari.
La seconde partie de l'épreuve n'apporte pas de changement notable, hormis les nombreux arrêts au stand des pilotes se faisant remplacer. Behra, sur la voiture de Schell, se maintient longtemps en seconde position, avant d'être retardé par des ennuis mécaniques. Chez Ferrari, trois pilotes se relaient régulièrement sur les deux voitures restant en course. Au cours d'un de ses relais, González tente de rattraper Fangio. L'écart entre les deux pilotes argentins se réduit à raison de trois à cinq secondes au tour. Fangio attend calmement que son compatriote revienne sur lui, puis accélère à nouveau le rythme. Et c'est finalement González qui part à la faute, sortant de la piste et endommageant légèrement la suspension avant de la Ferrari. Il parvient toutefois à la ramener au stand, cédant de nouveau le volant à Farina, qui repart troisième avec désormais 1 min 20 s de retard. Fangio a désormais course gagnée, d'autant que Behra, second, va connaître de nouveaux problèmes mécaniques l'obligeant à terminer au ralenti. C'est un triomphe total pour Fangio, qui au prix d'une volonté farouche (il termine épuisé et avec la jambe droite brûlée au second degré) a dominé tous ses adversaires. Il est le seul avec Mieres à avoir accompli toute la course sans se faire remplacer ! Farina réussit à ramener la Ferrari de González en seconde position, devant sa propre voiture pilotée en fin d'épreuve par Trintignant. Le quatrième est Moss, qui a relayé Kling pour la dernière heure de course. Au total, on a dénombré seize changements de pilotes lors de ce grand prix disputé dans des conditions dantesques.

### Classements intermédiaires
Classements intermédiaires des monoplaces aux premier, troisième, cinquième, dixième, vingtième, vingt-cinquième, trentième, trente-cinquième, quarantième, quarante-huitième et soixante-dixième tours,. Les classements intermédiaires sont officieux : en raison des très nombreux changements de pilotes durant la course, les officiels ont renoncé à remplir le pointage tour par tour.

### Classement de la course

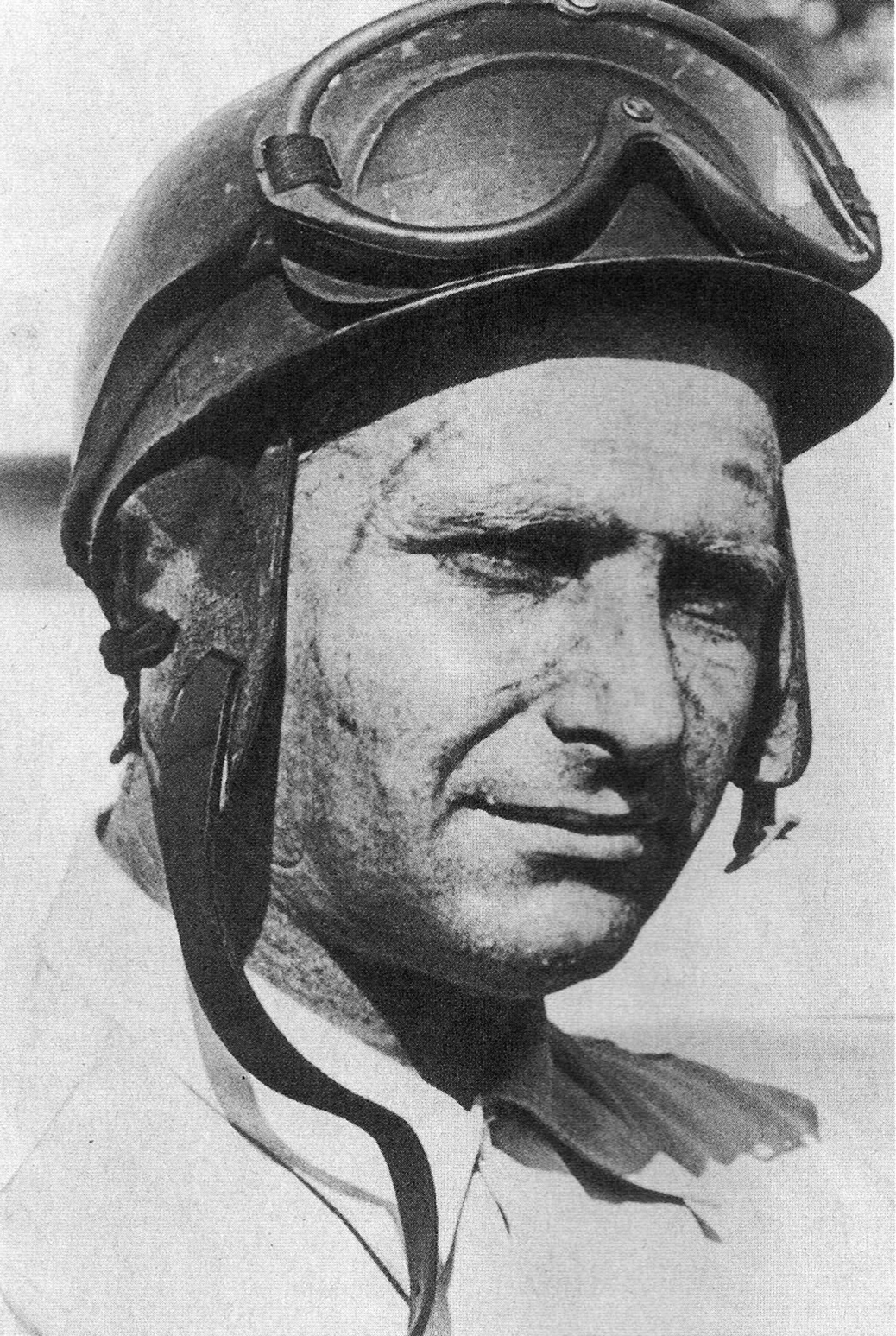
Seul pilote avec Mieres à effectuer toute la course sans se faire relayer, Fangio remporte une nouvelle victoire.

| Pos  | No | Pilote                                                | Voiture       | Tours | Temps/Abandon                               | Grille | Points |
| ---- | -- | ----------------------------------------------------- | ------------- | ----- | ------------------------------------------- | ------ | ------ |
| 1    | 2  | Juan Manuel Fangio                                    | Mercedes-Benz | 96    | 3 h 00 min 38 s 6                           | 3      | 9      |
| 2    | 12 | José Froilán González Nino Farina Maurice Trintignant | Ferrari       | 96    | 3 h 02 min 08 s 2 (+ 1 min 29 s 6)          | 1      | 2      |
| 3    | 10 | Nino Farina Umberto Maglioli Maurice Trintignant      | Ferrari       | 94    | 3 h 01 min 35 s 7 (+ 2 tours)               | 5      | 1,33   |
| 4    | 8  | Hans Herrmann Karl Kling Stirling Moss                | Mercedes-Benz | 94    | 3 h 01 min 51 s 6 (+ 2 tours)               | 10     | 1      |
| 5    | 18 | Roberto Mieres                                        | Maserati      | 91    | 3 h 02 min 03 s 3 (+ 5 tours)               | 16     | 2      |
| 6    | 28 | Harry Schell Jean Behra                               | Maserati      | 88    | 3 h 03 min 43 s 4 (+ 8 tours)               | 7      |        |
| 7    | 22 | Luigi Musso Sergio Mantovani Harry Schell             | Maserati      | 83    | 3 h 01 min 12 s 7 (+ 13 tours)              | 18     |        |
| Abd. | 20 | Sergio Mantovani Jean Behra Luigi Musso               | Maserati      | 54    | Moteur                                      | 19     |        |
| Abd. | 26 | Clemar Bucci Harry Schell Carlos Menditeguy           | Maserati      | 54    | Pression d'essence                          | 20     |        |
| Abd. | 42 | Jesús Iglesias                                        | Gordini       | 38    | Transmission                                | 17     |        |
| Abd. | 14 | Maurice Trintignant                                   | Ferrari       | 36    | Soupape                                     | 14     |        |
| Abd. | 36 | Eugenio Castellotti Luigi Villoresi                   | Lancia        | 35    | Accident                                    | 12     |        |
| Abd. | 16 | Stirling Moss                                         | Mercedes-Benz | 29    | Distribution d'essence                      | 8      |        |
| Abd. | 30 | Alberto Uria                                          | Maserati      | 22    | Panne d'essence                             | 21     |        |
| Abd. | 32 | Alberto Ascari                                        | Lancia        | 21    | Accident                                    | 2      |        |
| Abd. | 38 | Élie Bayol                                            | Gordini       | 7     | Transmission                                | 15     |        |
| Abd. | 16 | Jean Behra                                            | Maserati      | 2     | Réservoir écrasé (à la suite d'un accident) | 4      |        |
| Abd. | 14 | Karl Kling                                            | Mercedes-Benz | 2     | Radiateur (à la suite d'un accident)        | 6      |        |
| Abd. | 34 | Luigi Villoresi                                       | Lancia        | 2     | Fuite d'essence (à la suite d'un accident)  | 11     |        |
| Abd. | 40 | Pablo Birger                                          | Gordini       | 1     | Accident                                    | 9      |        |
| Abd. | 24 | Carlos Menditéguy                                     | Maserati      | 1     | Accident                                    | 13     |        |

Légende:
- Abd.= Abandon

### Pole position et record du tour
- Pole position :  José Froilán González en 1 min 43 s 1 (vitesse moyenne : 136,597 km/h).
- Meilleur tour en course :  Juan Manuel Fangio en 1 min 48 s 3 (vitesse moyenne : 130,039 km/h) au quarante-cinquième tour[10].

#### Évolution du record du tour en course
Le record de la piste fut amélioré cinq fois au cours de l'épreuve.

### Tours en tête
- Juan Manuel Fangio : 65 tours (1-2 / 26-34 / 43-96)
- Alberto Ascari : 14 tours (3-5 / 11-21)
- José Froilán González : 9 tours (6-10 / 22-25)
- Harry Schell : 6 tours (35-40)
- Roberto Mieres : 2 tours (41-42]

## Classement général à l'issue de la course
- attribution des points : 8, 6, 4, 3, 2 respectivement aux cinq premiers de chaque épreuve et 1 point supplémentaire pour le pilote ayant accompli le meilleur tour en course (signalé par un astérisque)
- Le règlement permet aux pilotes de se relayer sur une même voiture, les points éventuellement acquis étant alors partagés. En Argentine, González, Farina et Trintignant marquent chacun deux points pour leur deuxième place, Farina, Trintignant et Maglioli marquent chacun un point un tiers pour leur troisième place, Herrmann, Kling et Moss marquent chacun un point pour leur quatrième place. Fait exceptionnel, Farina et Trintignant cumulent les points des deuxième et troisième places.
- Sur onze épreuves qualificatives prévues pour le championnat du monde 1955, sept seront effectivement courues, les Grands Prix de France (programmé le 3 juillet), d'Allemagne (programmé le 31 juillet), de Suisse (programmé le 21 août) et d'Espagne (programmé le 23 octobre) ayant été annulés[10].

| Pos. | Pilote                | Écurie        | Points | ARG  | MON | 500 | BEL | NL | FRA | GBR | ALL | SUI | ITA | ESP |
| ---- | --------------------- | ------------- | ------ | ---- | --- | --- | --- | -- | --- | --- | --- | --- | --- | --- |
| 1    | Juan Manuel Fangio    | Mercedes-Benz | 9      | 9*   |     |     |     |    |     |     |     |     |     |     |
| 2    | Giuseppe Farina       | Ferrari       | 3,33   | 3,33 |     |     |     |    |     |     |     |     |     |     |
|      | Maurice Trintignant   | Ferrari       | 3,33   | 3,33 |     |     |     |    |     |     |     |     |     |     |
| 4    | José Froilán González | Ferrari       | 2      | 2    |     |     |     |    |     |     |     |     |     |     |
|      | Roberto Mieres        | Maserati      | 2      | 2    |     |     |     |    |     |     |     |     |     |     |
| 6    | Umberto Maglioli      | Ferrari       | 1,33   | 1,33 |     |     |     |    |     |     |     |     |     |     |
| 7    | Hans Herrmann         | Mercedes-Benz | 1      | 1    |     |     |     |    |     |     |     |     |     |     |
|      | Karl Kling            | Mercedes-Benz | 1      | 1    |     |     |     |    |     |     |     |     |     |     |
|      | Stirling Moss         | Mercedes-Benz | 1      | 1    |     |     |     |    |     |     |     |     |     |     |

## À noter
- 14e victoire en championnat du monde pour Juan Manuel Fangio.
- 5e victoire en championnat du monde pour Mercedes en tant que constructeur.
- 5e victoire en championnat du monde pour Mercedes en tant que motoriste.
- 1er Grand Prix de championnat du monde pour Eugenio Castellotti et Alberto Uria.
- 2e et dernier Grand Prix de championnat du monde pour Pablo Birger.
- 5e et dernier Grand Prix de championnat du monde pour Clemar Bucci.
- 7e et dernier Grand Prix de championnat du monde pour Sergio Mantovani.

- Voitures copilotées:
  - n° 12 : José Froilán González (60 tours), Nino Farina (20 tours) et Maurice Trintignant (16 tours). Ils se partagent les 6 points de la 2e place.
  - n° 10 : Nino Farina (50 tours), Umberto Maglioli (22 tours) et Maurice Trintignant (22 tours). Ils se partagent les 4 points de la 3e place.
  - n° 8 : Hans Herrmann (30 tours), Karl Kling (30 tours) et Stirling Moss (34 tours). Ils se partagent les 3 points de la 4e place.
  - n° 28 : Harry Schell (50 tours) et Jean Behra (38 tours).
  - n° 22 : Luigi Musso (50 tours), Sergio Mantovani (20 tours) et Harry Schell (13 tours).
  - n° 20 : Sergio Mantovani (30 tours), Jean Behra (14 tours) et Luigi Musso (10 tours).
  - n° 26 : Clemar Bucci (30 tours), Harry Schell (14 tours) et Carlos Menditéguy (10 tours).
  - n° 36 : Eugenio Castellotti (20 tours) et Luigi Villoresi (15 tours).